# El regal (pel·lícula de 1982)
El regal (títol original en francès: Le Cadeau) és una pel·lícula francesa dirigida per Michel Lang el 1981, estrenada el 1982. Ha estat doblada al català.

## Argument
Grégoire Dufour, banquer, casat amb la bella Antonella i pare de dos fills, es jubila. Per la seva marxa, els seus col·legues decideixen oferir-li un regal: una call-girl, anomenada Barbara. En el tren cap a Itàlia, coneix Barbara i acaben tots dos a Venècia.

## Repartiment
- Pierre Mondy: Grégoire Dufour
- Claudia Cardinale: Antonella
- Clio Goldsmith: Josyane / Barbara
- Jacques François: Jacques Loriol
- Cécile Magnet: Charlotte
- Rémi Laurent: Laurent
- Henri Guybet: André
- Renzo Montagnani: l'emir
- Christophe Bourseiller: Jean-Philippe
- Laurence Badie: Marie-Ange, la secretària
- Paul Mercey: Gastounet, l'amic del tren
- Robert El Béal: Pierrot
- André Chaumeau: Pinchon, un treballador de banca
- Leila Fréchet: Sandrine
- Duilio Del Prete: Umberto
- Yolande Gilot: Jennifer
- Jean Luisi: Un revisor SNCF
- Sébastien Floche: El nou treballador de banca
- Catherine Belkhodja: dona de l'harem
- Jacqueline Dufranne
- François Jousseaume
- Caroline Jacquin
- Samia Ammar
- Louise Rioton
- Renzo Marignano
- Armando Zambelli
- Francis André-Loux
- Renato Bassonbondini
- Camille Broussay
- Jacques Bouanich
- Jerry Di Giacomo
- André Faure-Mayol
- Yves-Marc Gilbert
- Gisèle Grimm
- Evelyne Meimoun: 1a dona de l'harem
- Lise Guirot
- Nadia Sadi
- Nello Pazzafini
- Nadia Verly

## Al voltant de la pel·lícula
- El productor, Gilbert de Goldschmidt, és el cosí de l'actriu Clio Goldsmith, que encarna Barbara, la call-girl.[cal citació]
- Clio adorava encarregar maduixes amb xampany per esmorzar.[cal citació]